# Clayton Zane
Clayton Zane (Newcastle, 12 de julho de 1977), é um treinador e ex-futebolista australiano que atuava como atacante. Atualmente, dirige o Newcastle Jets.<

## Carreira
Zane representou a Seleção Australiana de Futebol, nas Olimpíadas de 2000 que atuou em casa.

## Estatística
| Clube                     | Jogos | Vitórias | Empates | Derrotas |
| ------------------------- | ----- | -------- | ------- | -------- |
| Newcastle Jets (Fut. fem) | 10    | 4        | 0       | 6        |
| Newcastle Jets (Juniores) | 48    | 20       | 7       | 21       |
| Newcastle Jets            | 12    | 5        | 2       | 5        |